# Paradelphomyia sierrensis
Paradelphomyia sierrensis är en tvåvingeart som beskrevs av Alexander 1958. Paradelphomyia sierrensis ingår i släktet Paradelphomyia och familjen småharkrankar. Inga underarter finns listade i Catalogue of Life.